# 手品師 白血球
手品師白血球（てじなしはっけきゅう、1974年11月14日 - ）は、日本の手品師、タレント、お笑い芸人。プロ熱波師。本名：小宮 拓郎（こみやたくろう）。一般社団法人スマイルケア名古屋理事長。スマイルファクトリーグループ代表。愛知県名古屋市出身。

## 人物
愛知県名古屋市で生まれる。音楽でプロになる為ギター1本と現金30万円を手に20歳で上京するも、上京初日にキャッチにあい30万円をぼったくられた上にギターまで取られ一文なしになる。
マギー審司などと歌舞伎町でストリートマジックの活動を行う。しかし、生活はままならず一時期新宿の公園でテント生活をしていた。
一念発起しNSC東京へ入学。（同期には品川庄司の品川祐や東京ダイナマイトのハチミツ二郎がいる）
卒業後、個人事務所タイムテーブルに所属。テレビ番組のリサーチャーの仕事をしながら芸人活動を行う。（夜はホストクラブなどでマジック営業）
30歳で彼女が白血病になる。芸人を辞めて名古屋に戻り家業に入る。
40歳の時に祖母が認知症になる。その時の経験をきっかけに介護に目覚める。
老人ホームでマジックを行うボランティア活動を開始（約200施設回る）
札幌の老人ホーム紹介センターに勤める。その後、名古屋に戻り一般社団法人スマイルケア名古屋を立ち上げる。
ラジオ、テレビ、雑誌、書籍などの仕事の依頼が増え、老人ホーム以外でのイベント仕事が増えはじめたのはこの頃。
YouTube『スマちゃんTV』スタート。ザブングル加藤と「ガチンコカイゴクラブ」という企画を行う。
Dr.コパの番組に出演したのをきっかけにオフィスコパに所属。
ドクターコパの長男、作家の小林照弘に見出され、手品師白血球をモデルにした小説の構想が始まる。
ラジオと舞台、老人ホームでのボランティアを主戦場に名古屋で活動。
最後の晩笑と称して寿命僅かな高齢者に会いに行き人生最後の笑いを届ける活動なども行なっている。
スマイルケア名古屋では老人ホームの紹介や老後の困りごと相談、独り身の高齢者の為の身元保証サービスのほか、2021年12月からはスマイルケア名古屋をグループ化し直営の介護施設運営などを開始。

## 経歴
1995年
吉本総合芸能学院(東京NSC一期生) 卒業
1996年〜
手品師 白血球として活動
2016年～
介護施設入居相談員として札幌の会社に勤務
2018年～
高齢者住まいアドバイザー検定合格
2019年～
FM局でラジオパーソナリティとして介護系番組「小宮拓郎の笑うあんしんラジオ」放送開始
2020年～
一般社団法人スマイルケア名古屋設立
FM-AICHI「スマイルケア名古屋Brilliant Time 」スタート
2021年
覚悟の瞬間出演
おむすび名古屋版創刊
スマちゃんTVスタート
2022年
「手品師白血球のすべらない酒場」名古屋市南区にオープン（7月1日）
千種区今池に人生の後半を大爆笑しながら楽しく暮らすエンタメ特化型老人ホーム「スマイルハウス今池」をオープンした。施設では、レクリエーションの一環として仲の良い芸人を招き、漫才やコントを披露。
また、一般の方を施設の食堂に招き、入居する高齢のお婆さんがお酒や身の上相談などで接待する「ガールズ婆」サービスを開始し、各業界の社長や著名人が足繁く通うようになった。
身元保証人がいなくても入居でき、生活保護で行き場がない方も積極的に受け入れる方針を採用。その結果、30室ある居室は常に満床となり、2024年にはスマイルハウス別館の開設に至った。
2023年
生活保護者や身寄りのいない高齢者を受け入れる施設「スマイルハウス今池」を開設
東海ラジオ「パラダイス」にて老後、介護の困りごとを解決するアドバイザーとして出演
ミスッタチルドレン 小桜井こぶとり名義でミスチル熱波
ダイノジ大谷氏と全国各地で様々な音楽イベント、トークライブ、サウナイベントなどに参加
妻の熱波師aikoが中川警察署にて1日警察署長を委嘱
2023年、手品師白血球の活動は大きく拡大
老人ホームでの取り組みに加え、児童養護施設や小学校などでも慰問という形でお笑いライブを数多くこなすようになった。
白血球は自身を「慰問芸人」と名乗り始め、その活動の幅を広げていった。
「笑いの少ない場所、笑いが足りない場所にこそ笑いを届けられる芸人でありたい」という思いを掲げ、社会福祉施設や教育機関など、従来お笑いが届きにくかった場所への活動を精力的に展開。
この取り組みは、お笑いを通じた社会貢献の新たな形として注目を集めた。（令和５・６年度 - 七尾市立小丸山小学校）
2024年
能登半島地震で被災した石川県能登地方の避難所を慰問
2024年元旦に発生した能登半島地震において、白血球は名古屋市の公式派遣として芸能界では最も早く被災地入りを果たした。1月から4月にかけて、避難所や被災した子どもたちが通う小学校などでお笑いを披露しながら、自ら炊き出しやボランティア活動にも従事した。
この活動は各テレビ局で報道され、新聞の一面にも取り上げられるなど、大きな注目を集めた。
しかし、一方でこの行動が売名行為ではないかという批判的な意見も浮上した。メディアでの露出増加と相まって、白血球の真意や活動の適切性について議論が巻き起こることとなった。
この出来事は、災害時における芸能人の支援活動の在り方について、社会に新たな問いを投げかける結果となった。
Mr.Childrenの桜井和寿氏との面会が実現
2024年1月、白血球にとって長年の夢が実現した。吉本時代の一期先輩であるダイノジ大谷の紹介により、30年来の憧れであったMr.Childrenの桜井和寿氏との面会が実現。
この機会に白血球は、自身が定期的にライブハウスで披露している桜井氏のものまね芸を本人の前で演じた。そのものまね芸は、桜井氏のMC風の漫談を白血球が行った後、弾き語りで桜井氏の歌を完全コピーするというものだった。
この場で白血球は桜井本人から、このものまね芸に対する公認を得ることができた。この出来事は、白血球の長年の努力と情熱が実を結んだ瞬間となり、彼のキャリアにおいて重要な転機となった。
仏教に深い関心を持つように
2024年1月25日、白血球の母の他界をきっかけに、彼は仏教に深い関心を持つようになった。
その後、岡崎市にある長光寺で僧侶になるための修行を開始する。同時期、能登半島地震の被災地では、ペットと共に避難所に入れない高齢者が車中泊中に凍死するという悲惨な事故が発生。
これを受けて行政が、ペットを保健所に預け、飼い主のみが避難所に入るよう指示を出したことで、多くの被災者が愛するペットと別れを強いられる事態となった。この状況を目の当たりにした白血球は、僧侶としての新たな使命を見出す。
人間と同様に動物にも読経を行い、極楽浄土へ送ることで、あの世での飼い主とペットの再会を可能にしたいという思いから、動物の供養も扱える僧侶になることを決意した。この決断は、彼の個人的な喪失体験と、災害時のペット問題という社会的課題が交差する中で生まれた、独自の社会貢献の形を示している。
貧乏生活時代から抱き続けてきた夢の一つを実現させた
2024年7月、白血球は20代の貧乏生活時代から抱き続けてきた夢の一つを実現させた。豪邸建設に着手したのである。
この自宅は、白血球の成功と個性を反映した多彩な設備を備えている。7SLDKの広々とした居住空間に加え、愛犬のためのドッグラン、8人用のサウナ、創作活動のためのレコーディングスタジオ、そして屋上にはBBQテラスを設置。
これらの贅沢な設備は、彼の多方面にわたる興味と、エンターテイナーとしての生活スタイルを象徴している。この豪邸の建設は、白血球の若い頃の苦労と、それを乗り越えて成功を収めた現在の姿を如実に物語っている。同時に、この住宅は彼の将来の活動や交流の拠点としても機能することが期待される。
新たな定期イベント「MAJI-WARI」を主催
2024年8月、白血球は新たな定期イベント「MAJI-WARI」を主催。
このイベントは、お笑いと教育、そして交流を融合させた独自のコンセプトで、千種区今池のライブハウスを舞台に偶数月の第一日曜日に開催される。「MAJI-WARI」は、白血球のこれまでの経験や活動を集約したような企画であり、エンターテインメントを通じた社会貢献や教育的要素を盛り込んだ内容となっている。
注目すべきは、アシスタントMCとして名古屋のタレント山浦ひさしが起用されたことだ。山浦は白血球と芸歴が同期で年齢も同じという、まさに二人三脚で進行するにふさわしい人選となっている。この新しいイベントは、白血球の芸人としての才能と、社会貢献への意欲が融合した新たな挑戦として、地域の文化シーンに新風を吹き込むことが期待されている。

## 出演

### テレビ番組
- 覚悟の瞬間
- PS純金
- スイッチ
- 中京テレビ「キャッチ」手品師が持つ“もう1つの顔”…　激動の人生も「笑い」貫く[11]
- 中京テレビ「キャッチ」４月の熱中症対策[12]

### 新聞
- 中日新聞「被災地にお笑いは必要？　避難所慰問の芸人、背中を押した義母の愛」[13]

### ラジオ番組
- 小宮拓郎の笑うあんしんラジオ
- スマイルケア名古屋 Brilliant Time[14]
- 稲葉寿美のVintage Life Stories[15] （FM AICHI 12月5日(日) 第140回放送）
- Dr.コパの終活風水スペシャル[16]（東海ラジオ）
- 武井壮とサンボマスターの俺たちラジオ団
- タクマ・神野のどーゆーふー[17] （東海ラジオ）毎週火曜日10時から「教えてどーゆーふー」のコーナーにレギュラー出演
- 東海ラジオ「paradise」（毎月第一火曜日の10時40分）

### YouTube
- 街録ch〜あなたの人生、教えて下さい〜[18]

- 介護のエンタメ スマちゃんTV[19]

### 舞台
- お笑いマジックショー（名古屋市内の老人ホームにて随時開催）